# Руденко, Светлана
Светлана А. Руденко — русско-американский математик, известна своими работами в области функционального анализа и уравнений в частных производных, в частности, в области теории рассеяния и нелинейных уравнений Шрёдингера. Она также известна своим наставничеством женщин в области математики и является профессором-наставником по вопросам разнообразия и профессором математики и статистики в Международном университете Флориды.

## Образование
Руденко получила степень магистра математики в 1996 году в Обнинском государственном техническом университете атомной энергетики в России. Она защитила докторскую диссертацию в 2002 году в Университете штата Мичиган. Её диссертация «Теория функциональных пространств с матричными весами» была написана под руководством Майкла Фрейзера.

## Карьера
После работы в качестве доцента-исследователя в Университете Дьюка и в качестве приглашённого научного сотрудника в Исследовательском институте математических наук, Институте Анри Пуанкаре и Университете Сержи-Понтуаз, она стала доцентом в Университете штата Аризона в 2004 году. Она перешла в Университет Джорджа Вашингтона в 2010 году и в Международный университет Флориды в качестве одного из двух новых профессоров-наставников по вопросам разнообразия в 2018 году.

## Исследования и наставничество
Будучи аспирантом Университета штата Мичиган, Руденко работала там в программе для начинающих учёных, которая работала со студентами-первокурсниками, изучающими исчисление, чтобы побудить студентов из недостаточно представленных групп продолжить углублённое изучение математики.
В Университете Джорджа Вашингтона Руденко получила награду Национального научного фонда «КАРЬЕРА», присуждённую как за её работу над дифференциальными уравнениями и их приложениями для понимания океанских волн, турбулентности воздуха, лазерной фокусировки и медицинской визуализации, так и за создание математических кружков для средней школы и летних программ для студентов с целью привлечь больше женщин к изучению математики. Она также посетила Калифорнийский университет в Беркли в 2016 году и, находясь там, преподавала в математических кружках для детей начальной школы. Под её руководством математической программой для студентов Университета Джорджа Вашингтона число женщин увеличилось с одной или двух женщин в год до примерно половины программы.